# Археолошки локалитети на подручју хидро-система Газиводе
Археолошки локалитети на поручју хидро-система Газиводе налазе се у општини Зубин Поток. У овој области откривено је 11 локалитета, који су уписани у регистар решењем Покрајинског завода за заштиту споменика културе у Приштини, 1971. године. Археолошка налазишта на овом подручју су:
- Локалитет Јакшића гробље које се налази у селу Велико Штуоце са остацима средњовековне некропола,
- Гробљиште (Латинско гробље), које се налази у селу Вељи Брег где је откривена средњовековна некропола,
- Градина, који се налази на десној обали Ибра и ловој обали Чечевске реке, где је откривено праисторијско насеље,
- Грчко (Латинско гробље), које се налази у селу Резала, а где је откривена средњовековна некропола,
- Дробњаци, са остацима античког и средњовековног насеља,
- Остаци трасе античког-средњовековног пута која је отркивена на потесу Вучја Коса у селу Копиловићи,
- Пољице, у селу Бање (заселак Чпиље) где је откривено праисторијско насеље,
- Кулине, у селу Бање, на ушћу Варешке реке где су откривени остаци средњовековне некрополе, цркве и римска стела,
- Рикавац, у селу Љајевац, где су откривени остаци средњовековног насеља,
- Школа Јелене Анжујске, остаци средњовековног комплекса у селу Брњаци,
- Грчко (Латинско) гробље, преисторијска и средњовековна некропола у селу Рибариће[1].